# Markéta Ebnerová
Blahoslavená Markéta Ebnerová OP, německy Margareta Ebner, (1291 Donauwörth – 20. července 1351 Mödingen) byla dominikánská řeholnice a mystička.

## Život
Narodila se do bohaté rodiny v Donauwörthu. V asi 15 letech vstoupila do dominikánského kláštera Maria Mödingen. Na počátku řeholního života však vážně onemocněla a od svých 21 do 35 let byla upoutána na lůžko. V té době při svých modlitbách prožívala mystická vidění. Tyto hluboké prožitky si zaznamenávala a předávala svému duchovnímu vůdci Jindřichovi z Nördlingenu. Zemřela roku 1351 a k jejímu hrobu putovaly stovky poutníků.

## Beatifikace
Roku 1979 ji blahořečil papež sv. Jan Pavel II.